# Исије
Исие (јап. イッシー) је јапанско чудовиште слично гуштеру које наводно живи у језерима Икеда, Кагошима и на острву Кјушу. Чудовиште је добило име по чудовишту Неси из језера Лох Нес.

## Митологија
Према митологији Исије није морско чудовиште него кобила која је са својим ждребетом живела у језеру Икеда. Када су самураји отели ждребе, Исије је скочила у језеро и претворила се у џиновског гуштера како би тако покушала да врати своје ждребе.